# Maximilian von Gagern (Diplomat, 1844)

Maximilian von Gagern

Maximilian Ludwig Freiherr von Gagern (* 9. Oktober 1844 in Monsheim; † 3. Januar 1911 in Berlin) war Gesandter des Großherzogtums Hessen in Berlin und dessen Bevollmächtigter im Bundesrat.

## Familie
Der Vater war Heinrich von Gagern (1799–1880), im Zug der Revolution von 1848 im Großherzogtum Hessen kurzfristig Ministerpräsident der Märzregierung und anschließend Präsident der Frankfurter Nationalversammlung, seine Mutter, dessen Frau, Barbara, geborene Tillmann (1818–1889).
Maximilian von Gagern heiratete 1880 Elisabeth Gräfin von Wimpffen (1854–1937), Tochter des österreichischen Feldmarschallleutnants Gustav Graf von Wimpffen. Aus der Ehe ging eine Tochter, Amelie (1883–1967), hervor, die 1905 den späteren preußischen Landrat und Abgeordneten, Heinrich Rudolf Erich Kurt Franz Konstanz von Gagern (1878–1964), heiratete.
Der Politiker Friedrich von Gagern war sein älterer Bruder.

## Karriere
Gagern studierte ab 1862 an der Universität Göttingen und wurde dort Mitglied des Corps Saxonia. Sein Berufseinstieg erfolgte als Regierungsakzessist. Ab 1872 war er im Ministerium des Innern als Sekretär, ab 1878 als Regierungsrat tätig. 1881 wurde er Kreisrat des Kreises Worms. 1888 wurde er Kreisrat des Kreises Gießen, ein Amt, das mit dem des Direktors der Provinz Oberhessen verbunden war. In gleicher Kombination wechselte er zehn Jahre später wieder in die Provinz Rheinhessen, deren Direktor er 1898 ebenso wurde wie Kreisrat des Kreises Mainz. Hier trat noch die Funktion des landesherrlichen Territorialkommissars der Festung Mainz hinzu. Er war damit der erste Provinzialdirektor von Rheinhessen, der auch von dort stammte. Weiter war er Vorsitzender der Kreis-Schulkommission Mainz.
1908 wurde er zum Großherzoglich-Hessischen außerordentlichen Gesandten und bevollmächtigten Minister am Königlich Preußischen Hof ernannt und amtierte gleichzeitig als Bevollmächtigter des Großherzogtums Hessen beim Bundesrat.

## Ehrungen
- 1878, 1898 Kammerherr[8]
- 1881 Ritterkreuz I. Klasse des Verdienstordens Philipps des Großmütigen
- 1891 Komturkreuz II. Klasse des Verdienstordens Philipps des Großmütigen[9]
- 1896 Geheimrat[10]
- 1898 Dienstehrenzeichen in Gold für 25 Dienstjahre[11]
- 1898 Offizier à la suite[12]
- 1902 Krone zum Komturkreuz II. Klasse des Verdienstordens Philipps des Großmütigen[13]
- 1903 Komturkreuz I. Klasse des Verdienstordens Philipps des Großmütigen[14]
- 1903 Russischer Sankt-Stanislaus-Orden II. Klasse mit dem Stern[15]
- 1904 Preußischer Kronenorden II. Klasse mit dem Stern[16]
- 1908 Wirklicher Geheimer Rat mit dem Prädikat „Exzellenz“[17]
- 1910 Großkreuz des Verdienstordens Philipps des Großmütigen[18]